# Felipe Grenho
Pas d'image ? Cliquez ici

a Compétitions nationales et continentales officielles uniquement.

b Matchs officiels uniquement.
Dernière mise à jour le 28 novembre 2024.
 Filipe Grenho, né le 17 avril 1979, est un joueur de rugby à XV portugais. Il joue avec l'équipe du Portugal entre 2001 et 2006, évoluant au poste d'arrière.

## Statistiques en équipe nationale
- 13 sélections avec le Portugal entre 2001 et 2006